# 1-ottene
L'1-ottene è un alchene lineare con il doppio legame in posizione alfa; la sua formula bruta, come quella di tutti gli altri otteni, è C8H16, mentre quella di struttura può essere resa come CH3(CH2)5CH=CH2.
A pressione atmosferica, fonde a -102 °C e bolle a 121 °C.
A temperatura ambiente è un liquido incolore dall'odore intenso e di densità pari a 0,715 g/cm³.

## Produzione
L'1-ottene può essere ottenuto industrialmente per oligomerizzazione dell'etilene oppure a partire dal processo Fischer-Tropsch (seguito da una fase di purificazione). Inoltre può essere prodotto su piccola scala tramite disidratazione di alcoli.
Prima degli anni '70 l'1-ottene veniva prodotto per termolisi della cera.

## Utilizzi
Industrialmente, l'1-ottene viene usato come comonomero nella produzione del polietilene lineare (HDPE e LLDPE).
Viene inoltre utilizzato per la produzione di aldeide lineare attraverso il processo di idroformilazione.